# Glas Koncila
Glas Koncila hrvatski je katolički tjednik i nakladnik iz Zagreba.

## Povijest
S izlaženjem je počeo 4. listopada 1962. temeljem odluke zagrebačkog nadbiskupa Franje Šepera.
Prvotno je bio biltenom koji je izvješćivao o događanju Drugoga vatikanskog koncila, i bio je imena Glas s Koncila.
Do kraja 1984. je izlazio kao dvotjednik, a od 1. siječnja 1985. postaje tjednik.

## Sadržaj
Sve do 1990. Glas Koncila su bile jedine novine u Hrvatskoj na koje Komunistička partija nije imala izravan utjecaj; često je dolazio u sukob s tadašnjim vlastima. List je u to vrijeme bio više puta plijenjen, a glavni i odgovorni urednik osuđivan.
Glas Koncila izdaje svoj mjesečni časopis, magazin Priliku. Prvi broj objavljen je 27. siječnja 2008. godine.
Na Danima hrvatskog filma Glas koncila dodjeljuje Nagradu Zlatna uljanica za promicanje etičkih vrijednosti na filmu.
Dana 1. listopada 2013., 50 godina nakon što je u distribuciju pušten prvi broj Glasa Koncila, svečanim euharistijskim slavljem u zagrebačkoj katedrali započela je Nacionalna proslava zlatnoga jubileja ovih katoličkih novina.
Glavni urednici bili su: Dragutin Hren, Vladimir Pavlinić, Josip Ladika, Živko Kustić, Ivan Miklenić i Branimir Stanić.

## Vanjske poveznice
Mrežna mjesta
- Glas Koncila, službeno mrežno mjesto
- Glas Koncila, br. 4 (224) od 20. veljače 1972.
- Glas Koncila Hrvatska enciklopedija

| Portal:Kršćanstvo | Portal: Kršćanstvo |